# グリセルアルデヒド
グリセルアルデヒド（英: glyceraldehyde）は、有機化合物で、二価アルコール、アルデヒドの一種。不斉炭素を持つ最も簡単な糖類、アルドースである。分子式 C3H6O3、分子量 90.0779。グリセルアルデヒドはキラルな分子であり、自然界には通常D体が存在する。D-グリセルアルデヒドのCAS登録番号は [453-17-8]。
フルクトースが解糖系に送られる際、肝臓中では酵素の作用を受け解糖中間体であるグリセルアルデヒドに変化する。
有機化合物の立体化学を表す方法のひとつであるDL表記法は、グリセルアルデヒドの構造を基に考える。